# Тунка (сельское поселение)
Се́льское поселе́ние «Тунка́» (бур. Түнхэнэй hомон) — муниципальное образование в Тункинском районе Бурятии Российской Федерации.
Административный центр — село Тунка.

## История
Статус и границы сельского поселения установлены Законом Республики Бурятия от 31 декабря 2004 года № 985-III «Об установлении границ, образовании и наделении статусом муниципальных образований в Республике Бурятия»

## Население
| 2002  | 2011  | 2012  | 2013  | 2014  | 2015  | 2016  |
| ----- | ----- | ----- | ----- | ----- | ----- | ----- |
| 2958  | ↘2513 | ↘2471 | ↘2425 | ↘2374 | ↘2336 | ↘2334 |
| 2017  | 2018  | 2019  | 2020  | 2021  | 2023  | 2024  |
| ↘2278 | ↘2264 | ↘2230 | ↘2213 | ↘2112 | ↘2079 | ↘2059 |

## Состав сельского поселения
| № | Населённый пункт | Тип населённого пункта       | Население |
| - | ---------------- | ---------------------------- | --------- |
| 1 | Ахалик           | село                         | ↘305      |
| 2 | Еловка           | село                         | ↘260      |
| 3 | Никольск         | село                         | ↘125      |
| 4 | Тунка            | село, административный центр | ↘1830     |

## Палеоантропология
Недалеко от села Тунка́ на стоянке Туяна найдены останки костей первобытных людей. Возраст одной группы костей составляет 27—30 тыс. л. н., возраст второй группы костей — ок. 50 тыс. лет назад. Образцы костей отправлены в Институт эволюционной антропологии Общества Макса Планка в Германию для проведения палеогенетических исследований.